# Partia Pracy (Malta)
Partia Pracy (malt. Partit Laburista, PL; ang. Labour Party) – powstała w 1920 maltańska partia polityczna o charakterze socjaldemokratycznym.  Do 2008 nosiła nazwę Maltańska Partia Pracy (ang. Malta Labour Party, MLP; malt. Partit tal-Haddiema, PtH).
Okres lat 70. przypada na rządy centrolewicy na czele z premierem Dom Mintoffem. Tuż po objęciu przez niego władzę, w pierwszych miesiącach 1971, gdy Wielka Brytania zaprzestała płacenia za utrzymanie baz Royal Navy, rząd Malty zwrócił się w stronę Libii, dzięki czemu uzyskał finansowanie ze strony tamtejszego rządu. Okres rządów laburzystów był godny uwagi ze względu na wzrost poziomu życia oraz ustanowienie państwa opiekuńczego. Za jej rządów w początkowych latach 80. doszło do nacjonalizacji banków, telekomunikacji i transportu, a w 1983 doszło do uwłaszczenia własności kościelnej
Opowiadała się przeciw członkostwu Malty w Unii Europejskiej.

## Poparcie
| Wybory | Poparcie | Zmiana punktów procentowych | Mandaty (Izba Reprezentantów) | Zmiana |
| ------ | -------- | --------------------------- | ----------------------------- | ------ |
| 1976   | 51,5%    | –                           | 34                            | –      |
| 1981   | 49,07%   | 2,43                        | 31                            | 3      |
| 1987   | 48.87%   | 0,2                         | 31                            | –      |
| 1992   | 46,50%   | 2,37                        | 31                            | –      |
| 1996   | 50,7%    | 4,2                         | 35                            | 4      |
| 1998   | 47%      | 3,7                         | 30                            | 5      |
| 2003   | 47,51%   | 0,51                        | 30                            | –      |
| 2008   | 48,79%   | 1,28                        | 34                            | 4      |
| 2013   | 54.8%    | –                           | 39                            | 5      |
| 2017   | 55.0%    | –                           | 37                            | 2      |
| 2022   | 55,11%   | –                           | 44                            | 7      |